# Lars Løkke Rasmussen
Pour les articles homonymes, voir Rasmussen.
Lars Løkke Rasmussen (/lɑːs ˈløɡə ˈʁɑsmusn̩/), né le 15 mai 1964 à Vejle, est un homme d'État danois, membre des Modérés et Premier ministre du Danemark de 2009 à 2011, et de 2015 à 2019.
Membre du Parlement danois depuis 1994, il siège au gouvernement comme ministre de l'Intérieur et de la Santé entre 2001 et 2007, puis comme ministre des Finances de 2007 à 2009, il est nommé Premier ministre le 5 avril 2009, après la désignation de Anders Fogh Rasmussen au secrétariat général de l'OTAN. Il dirige un gouvernement minoritaire soutenu par le Parti populaire conservateur (KF).
Après les élections législatives du 15 septembre 2011 à l'issue desquelles son parti arrive en tête, il doit céder le pouvoir à la coalition de gauche menée par la social-démocrate Helle Thorning-Schmidt. Il revient finalement au pouvoir en juin 2015, à la tête d'un gouvernement minoritaire.
Il revient au gouvernement en décembre 2022 comme ministre des Affaires étrangères lorsque la Première ministre social-démocrate Mette Frederiksen forme une coalition gauche-droite avec son parti, Les Modérés, et la droite du Venstre.

## Biographie

### Formation et carrière
Après avoir obtenu son diplôme de l'enseignement secondaire en sciences sociales et mathématiques en 1983 à Helsinge, il intègre trois ans plus tard l'université de Copenhague afin d'y suivre des études supérieures de droit qu'il achève en 1992.
De 1990 à 1995, il travaille en tant que consultant indépendant.

### Famille
Il est le fils de Jeppe Rasmussen et de Lise Løkke, dont il porte les deux noms de famille. À ce titre, il a un patronyme en commun avec ses deux prédécesseurs : Anders Fogh Rasmussen et Poul Nyrup Rasmussen.
Marié avec Sólrun Jákupsdóttir Petersen, née en 1968 dans les Îles Féroé, il est père de trois enfants et réside principalement à Græsted, dans le nord-est du Danemark.

### Carrière politique

#### Au sein du Venstre
Il prend la présidence des Jeunes du Venstre (VU) en 1986 pour trois ans, et entre dans le même temps au comité directeur du parti, où il siège jusqu'en 1990. Il y revient en 1998 en tant que vice-président de la formation, sous la direction d'Anders Fogh Rasmussen, à qui il succède le 17 mai 2009 comme président du parti.
En tant que chef du mouvement des jeunes libéraux, il a organisé une alternative à l'Operation Dagsværk, une collecte de fonds organisée par des étudiants en faveur du Tiers monde et dirigée par des membres des Jeunesses communistes du Danemark. Soutenu par la VU, l'opération alternative a recueilli six cent mille couronnes danoises qui ont permis d'acheter du matériel scolaire. Lars Løkke Rasmussen est allé le livrer, à la tête d'une délégation danoise, en Afghanistan, alors occupé par l'Union des républiques socialistes soviétiques. Au cours de ce voyage, il fut photographié déguisé en Afghan ou tenant un AK-47 à la main, en compagnie de deux camarades.

#### Élu municipal, puis ministre de l'Intérieur
Élu au conseil municipal de Græsted-Gilleleje en 1986, il devient premier adjoint au maire et député au Folketing en 1994, puis est élu préfet du département de Frederiksborg quatre ans plus tard. Il renonce cependant à ce poste le 23 novembre 2001, à la suite de sa nomination comme ministre de l'Intérieur et de la Santé du gouvernement minoritaire d'Anders Fogh Rasmussen. À ce poste, il mène à bien la réforme territoriale, qui remplace les treize départements par cinq régions et réduit de 271 à 98 le nombre de municipalités au 1er janvier 2007.

#### Ministre des Finances
À la suite des législatives de 2007, il est désigné ministre des Finances en remplacement de Thor Pedersen, parti présider le Folketing, ce qui fait de lui l'un des principaux successibles d'Anders Fogh Rasmussen, qui avait déjà annoncé son intention de se retirer de la politique danoise. Il est notamment chargé de négocier avec les banques le prêt d'argent de la part de l'État danois afin de faire face à la crise économique mondiale, et d'assurer la mise en œuvre d'une importante réforme de la fiscalité censée traduire la volonté du gouvernement de réduire l'impôt sur le revenu et instaurer une taxe carbone.

#### Premier ministre
Le 5 avril 2009, Lars Løkke Rasmussen est nommé Premier ministre du Danemark à la suite de la démission la veille d'Anders Fogh Rasmussen, nommé secrétaire général de l'Organisation du traité de l'Atlantique nord (OTAN). Son cabinet, présenté deux jours plus tard, est marqué par une continuité quasi totale : seuls changent les ministres des Finances, de l'Emploi et du Bien-être. Sa première mission est de mener à bien la conférence de Copenhague de 2009 sur le climat, qui aboutit sur un accord peu contraignant en matière de lutte contre le réchauffement climatique.
Il décide peu après, le 23 février 2010, de procéder à un très important remaniement ministériel, qui concerne pas moins de quinze portefeuilles sur dix-huit, ainsi que deux des trois postes sans portefeuille.
Il annonce, le 26 août 2011, la convocation d'élections législatives pour le 15 septembre suivant. Bien que son parti progresse d'un siège, avec 47 députés et 26,7 % des voix, se maintenant à la première place, la droite dans son ensemble ne remporte que 86 élus sur 179, trois de moins que la gauche. Il présente sa démission à la reine Margrethe le 16 septembre 2011.

#### Retour à la tête du gouvernement

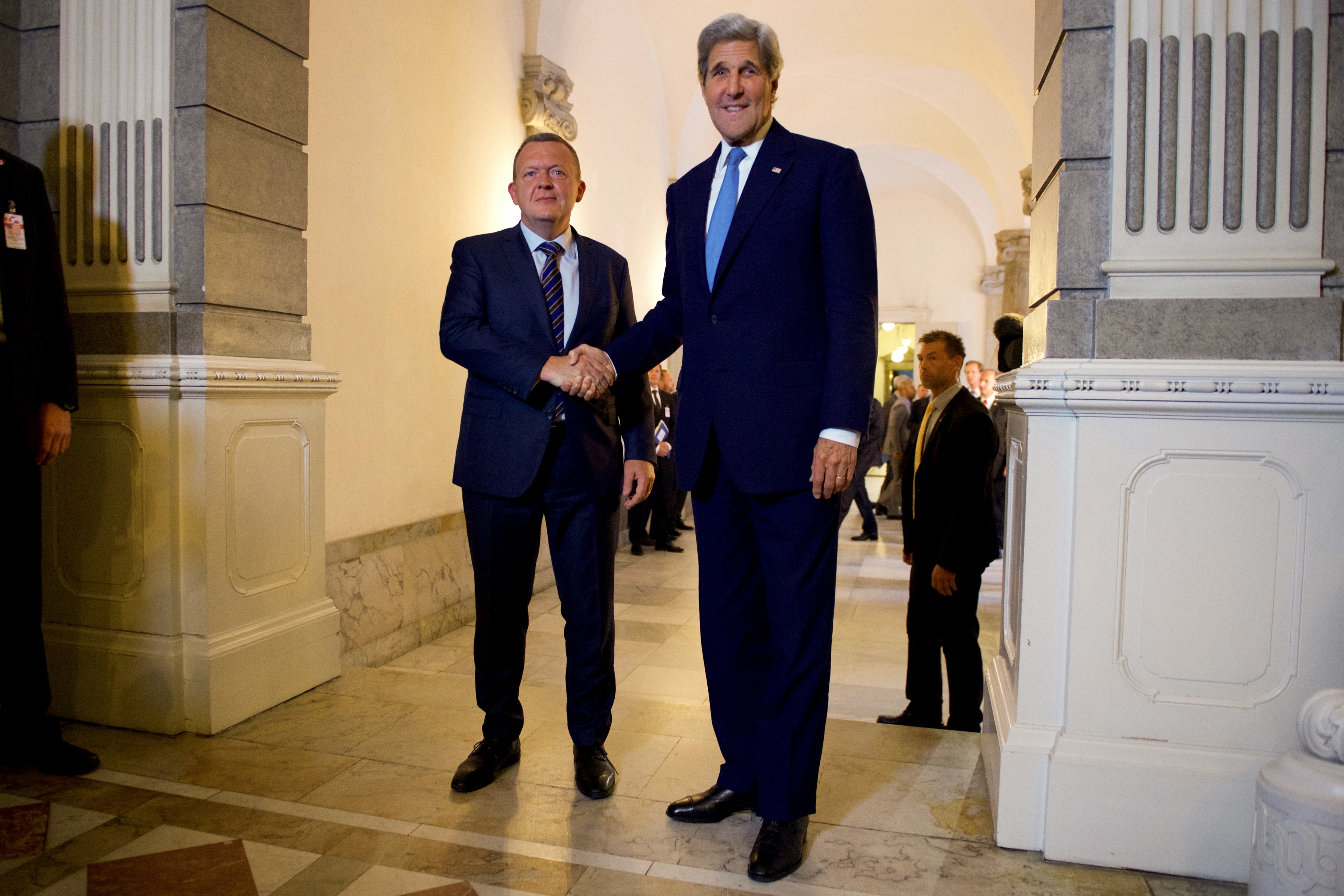
Rasmussen avec John Kerry.

À l'occasion des élections législatives anticipées du 18 juin 2015, le Parti libéral ne totalise plus que 34 députés sur 179, étant devancé par les Sociaux-démocrates et le Parti populaire danois (DF), le bloc de droite étant majoritaire d'un siège. Du fait du refus du DF de former l'exécutif, il est renommé Premier ministre le 28 juin et forme aussitôt un gouvernement de seize ministres, uniquement issus du Venstre. C'est la première fois depuis 1981 qu'un seul parti constitue l'exécutif. Il gouverne alors avec le soutien sans participation du Parti populaire danois (DF), de l'Alliance libérale (LA) et du Parti populaire conservateur (KF).
Peu après son entrée en fonction est organisé un référendum sur le maintien du Danemark au sein d'Europol, le retrait l'emportant par 53 % des voix.
Au cours du débat sur le projet de loi de finances pour 2017, l'Alliance libérale menace de retirer son soutien au Premier ministre si ce dernier n'allège pas la fiscalité des personnes les plus aisées. Des négociations sont alors ouvertes afin de trouver un compromis et éviter la chute du gouvernement. Finalement, un accord est passé et Lars Løkke Rasmussen en profite pour élargir la composition de son cabinet. Il forme donc le 28 novembre 2016 son troisième gouvernement qui compte 21 ministres dont six de LA et trois du KF.
Après l'échec du bloc de droite lors des législatives du 5 juin 2019, il démissionne le lendemain.

#### Création du parti des Modérés
Évincé de la direction du Parti libéral en 2020, il quitte le parti et crée sa propre formation, les Modérés. Longtemps confinée à 2 % ou 3 % des intentions de votes, celle-ci connait une poussée dans les sondages à quelques semaines des élections législatives de novembre 2022. Lars Lokke Rasmussen a notamment profité des déconvenues du leader conservateur Soren Pape Poulsen et du libéral Jakob Elleman-Jensen, tous deux en baisse dans les sondages.  Les Modérés veulent notamment réformer le système de soins et les retraites pour s’orienter vers un système par capitalisation.

#### Retour au gouvernement avec Mette Frederiksen
Il est nommé ministre des Affaires étrangères dans le gouvernement de coalition gauche-droite de Mette Frederiksen, le 15 décembre 2022. Cette alliance de la social-démocratie avec la droite est une première depuis l'expérience de 14 mois connue en 1978-1979.